# Bruinkeelhoningzuiger
De bruinkeelhoningzuiger (Anthreptes malacensis) is een soort honingzuiger.

## Kenmerken
De bruinkeelhoningzuiger is een relatief grote honingzuiger, met een forse snavel. Hij is 14 centimeter lang en weegt 7,4 tot 13,5 gram.
Net als bij de meeste honingzuigers is het mannetje kleurrijker dan het vrouwtje. Het mannetje is iriserend groen en paars van boven, kastanjebruin op de vleugeldekveren en de schouderveren. De keel is lichtbruin en de buik is voornamelijk geel. Het vrouwtje is olijfgroen boven en geel van onder.

## Leefwijze
Zoals andere honingzuigers voeden ze zich hoofdzakelijk op nectar, hoewel ze ook op insecten foerageren, vooral als ze jongen hebben. Ze hebben een snelle, directe vlucht en zij kunnen net als een kolibrie in de lucht op één plek blijven fladderen om nectar uit een bloem te halen; meestal strijken ze onder aan de bloem neer om bij de nectar de komen.

## Verspreiding en leefgebied
De soort telt 16 ondersoorten:
- A. m. malacensis: van zuidelijk Myanmar tot Indochina en Maleisië, Sumatra en de nabijgelegen eilanden, Borneo (behalve het noorden), Java en Bali.
- A. m. anambae: Anambaseilanden (oostelijk van Maleisië).
- A. m. bornensis: noordelijk Borneo.
- A. m. mjobergi: Maratua (nabij oostelijk Borneo).
- A. m. paraguae: westelijke Filipijnen.
- A. m. heliolusius: westelijk en centraal Mindanao, Basilan (zuidelijke Filipijnen).
- A. m. wiglesworthi: Sulu-eilanden (zuidwestelijke Filipijnen).
- A. m. iris: zuidwestelijke Sulu-eilanden (uiterst zuidwestelijke Filipijnen).
- A. m. chlorigaster: centrale Filipijnen.
- A. m. cagayanensis: Cagayan Sulu (westelijke Filipijnen).
- A. m. heliocalus: Sangihe-eilanden en Siau (noordelijk van Sulawesi).
- A. m. celebensis: Sulawesi en de nabijgelegen eilanden.
- A. m. nesophilus: Mantehage (nabij noordoostelijk Sulawesi).
- A. m. extremus: Banggai-eilanden en de Soela-eilanden (oostelijk van Sulawesi).
- A. m. convergens: de Kleine Soenda-eilanden (behalve Sumba).
- A. m. rubrigena: Soemba (zuidwestelijke Kleine Soenda-eilanden).

Hij komt voor in een groot aantal laaglandbiotopen (onder de 900 m boven de zeespiegel) zoals halfopen bosland met ondergroei en struikgewas en mangrovebossen aan de kust, kokosplantages en tuinen in Zuidoost-Azië van Birma tot de Kleine Soenda-eilanden en het westen van de Filipijnen.

## Status
De bruinkeelhoningzuiger heeft een groot verspreidingsgebied en daardoor alleen al is de kans op uitsterven uiterst gering. De grootte van de populatie is niet gekwantificeerd, maar er is geen aanleiding te veronderstellen dat de soort in aantal achteruit gaat. Om die redenen staat deze honingzuiger als niet bedreigd op de Rode Lijst van de IUCN.

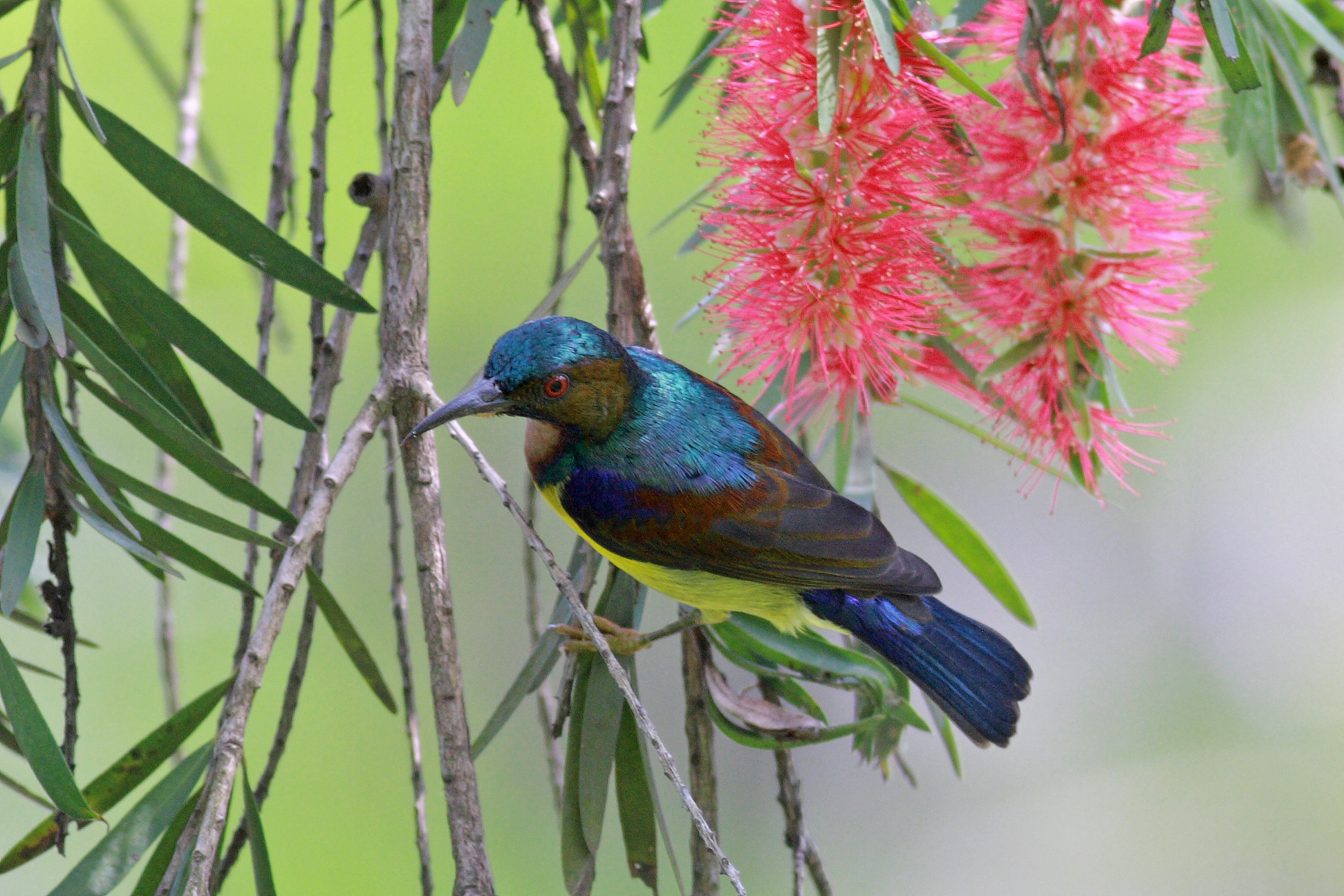
Mannetje
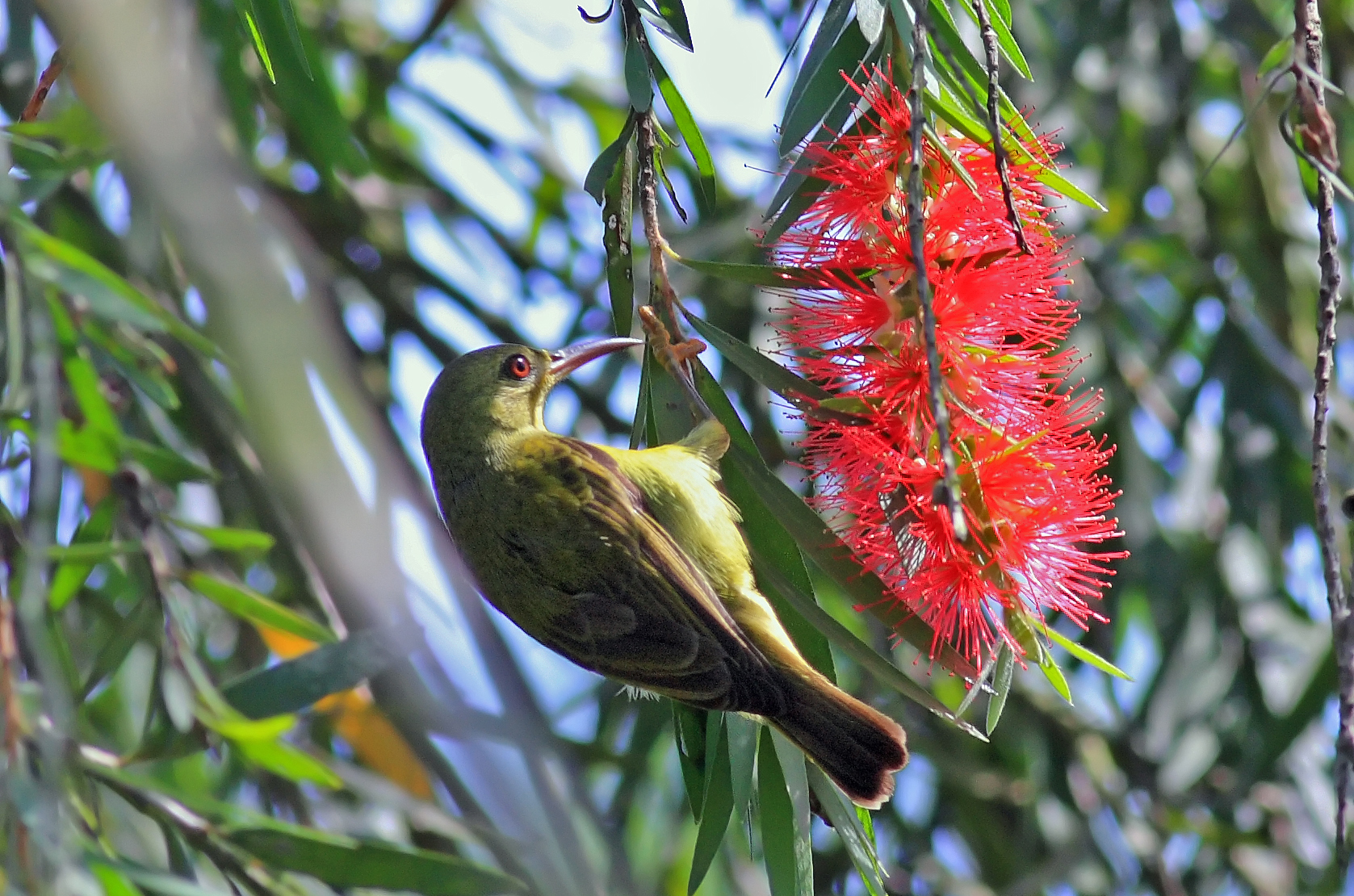
Vrouwtje
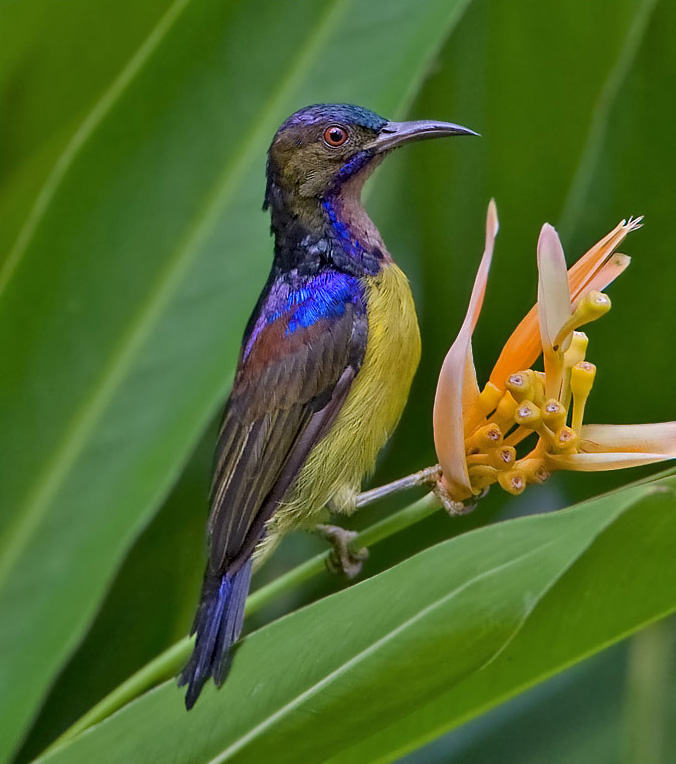
Mannetje